# Andelnans
Andelnans település Franciaországban, Territoire de Belfort megyében. Lakosainak száma 1123 fő (2022. január 1.). Andelnans Danjoutin, Argiésans, Bavilliers, Botans, Sevenans, Vézelois és Meroux-Moval községekkel határos.

## Népesség
A település népességének változása:
| Lakosok száma | 1228 | 1224 | 1234 | 1199 | 1186 | 1171 | 1165 | 1153 | 1123 |
|               | 2013 | 2015 | 2016 | 2017 | 2018 | 2019 | 2020 | 2021 | 2022 |